# Alondra Park
Alondra Park es un lugar designado por el censo ubicado en el condado de Los Ángeles en el estado estadounidense de California. En el año 2000 tenía una población de 8.622 habitantes y una densidad poblacional de 2,919.9 personas por km². La localidad también es conocida por el nombre de El Camino Village.

## Geografía
Alondra Park se encuentra ubicado en las coordenadas 33°53′27″N 118°20′3″O / 33.89083, -118.33417. Según la Oficina del Censo, la ciudad tiene un área total de 3 km² (1,2 mi²), de la cual 3 km² (1,2 mi²) es tierra y 0 km² (0 mi²) 0.00% es agua.

## Demografía
Los ingresos medios por hogar en la localidad eran de $39,722, y los ingresos medios por familia eran $45,852. Los hombres tenían unos ingresos medios de $33,000 frente a los $28,494 para las mujeres. La renta per cápita para la localidad era de $17,175. Alrededor del 19.1% de la población estaban por debajo del umbral de pobreza.

## Educación
El Distrito Escolar Primario de Lawndale gestiona las escuelas primarias y secundarias/medias que sirven a la comunidad. Tres escuelas primarias, Kit Carson Elementary School (grados PreK-2), Franklin D. Roosevelt Elementary School (grados 3-5), y Mark Twain Elementary School (PK-5), sirven a Alondra Park. La Rogers Middle School (secundaria/media) en Lawndale sirve a Alondra Park. El Centinela Valley Union High School District gestiona las escuelas preparatorias (high schools) que sirven a Alondra Park.
La Biblioteca Pública del Condado de Los Ángeles gestiona la Biblioteca Masao W. Satow en Alondra Park.
La Sucursal Moneta se abrió en 1913, y la Sucursal Strawberry Park se abrió en 1919. Los dos sucursales fusionaron en 1958 en la Sucursal West Gardena. En 1969 un fuego incendio dañó la biblioteca, y se trasladó a un nuevo ubicación. El edificio actual, dedicado en el 26 de febrero de 1977, fue nombrada en honor de un hombre japonés-estadounidense.

## Localidades adyacentes
Diagrama de las localidades adyacentes a un radio de 8 km a la redonda de Alondra Park. 